# Crvenobradi guan
Crvenobradi guan (lat. Pipile cujubi, sin. Aburria cujubi) je vrsta ptice iz roda Aburria, porodice Cracidae. Živi u Boliviji i Brazilu, gdje su joj prirodna staništa suptropske i tropske vlažne nizinske šume. Duga je oko 74 centimetra. U pojavi podsjeća na purane, s malenom glavom i dugim širokim repom. Perje joj je crno, samo su glava i dio krila bijeli. Noge i podbradak su joj crvenkaste boje.